# 陳永和 (1945年)
陳永和（1945年—1996年1月15日），綽號大寶，台灣台北市人，籍貫南京，是台灣著名的黑幫四海幫成員、大老，活躍於1970－1990年代，同時期與綽號「蔡霸子」的蔡冠倫皆被視為是四海幫幫主及精神領袖。
1996年1月15日於台北市海珍寶港式飲茶餐廳遭槍殺身亡，至今仍然未破案。四海幫為其與大老「俠哥」藺磊洽共同舉辦告別式，現場超過兩萬人參加，而被公認為開創了台灣幫派「世紀喪禮」的先河。

## 生平
1960年代，陳永和加入當時台北市最具規模的外省掛黑幫四海幫，歷經1962年四海幫遭強制解散沉寂，隨後進入中華民國海軍服兵役，結識賈潤年等人。退役後回到正值分崩離析的四海幫，與幫內成員「偉民」劉偉民，找上於1971年從空軍退役的創幫成員「老哥」蔡冠倫重新復出發展四海幫，逐漸擴展新勢力，被外界稱為新四海，成為四海三大家族領導人之一。
1980年代，四海幫與竹聯幫雙方相繼發生多起社會案件，也因此被視為領導人之一的陳永和於1985年一清專案大掃黑時期，被掃蕩入獄服刑。然而1987年時任幫主的劉偉民，於日本新宿遭到狙殺身亡，四海幫權力核心轉交至蔡冠倫掌權擔任新幫主。並且陳永和歷經蔡冠倫涉入政壇逐步淡出幫務，而在1990年代出線崛起成為四海幫實際掌權的話事人角色，雖然未正式就任幫主一職，但是陳永和卻同時與實際上擔任幫主的蔡冠倫被外界視為是四海幫幫主。
1994年，陳永和在幕後主導四海幫，仿照政黨架構成立中央常務委員會，並廣設海字冠頭的堂口，對四海幫影響重大，也間接影響其它幫派仿傚組織企業化。1995年授意幫內成員，於台中市公開成立分堂堂口，並且開放媒體現場錄影，高調行徑引起警方一連串的掃黑行動。當時所留存的堂口成立儀式畫面，至今仍時常出現在新聞媒體上。
1995年4月，陳永和與松聯幫幫主「志偉」覃世維，因臺北周家周氏宗祠一筆位於台北市信義區高達十多億利潤的土地買賣糾紛，雙方約定在中國廈門市進行談判，談判席間突然有槍手衝入槍殺「志偉」而引發渲染大波，陳永和等人也被松聯幫認為是幕後指使者，並且策劃展開復仇。
1996年1月，陳永和與四海幫大老「俠哥」藺磊洽，於自營的「海珍寶」港式飲茶餐廳遭蒙面殺手狙殺身亡，震驚台灣社會。警方多次對涉嫌重大的松聯幫、天道盟等幫派展開調查，但至今仍未破案。

## 世紀喪禮
1996年2月，四海幫高調舉行「大寶」陳永和與「俠哥」藺磊洽的喪禮，靈堂佔地2千坪，並動員4,000名四海幫成員於喪禮現場維持秩序。同時竹聯幫也動員3,000人前往參加喪禮致意，以及松聯幫、天道盟、日本山口組、住吉會、香港14K、新義安等海內外各大幫派也派人致意，現場更不乏有政府官員、立法委員等民意代表前往參與，現場參與喪禮人員高達20,000人，為台灣當時歷年來的黑幫喪禮之最，因此成為黑幫世紀喪禮的濫觴。

## 家庭
其子於2005年於台北市環亞飯店舉行婚禮，參與者不乏有各地江湖大老、民意代表、演藝圈明星等眾星雲集。

## 軼聞
陳永和的太太出自台灣本省富商家族，也因這層關係使得陳永和除了鏖戰黑道，也馳騁商海，也是四海幫少數跟本省人角頭走得較近的幫內老大。本省、外省幫派發生恩怨，本省幫派老大較喜歡找陳永和協調解決。因此使得陳永和在本省黑道間具有相當知名度及影響力。
擔任四海幫第五任幫主「老賈」賈潤年，第六任幫主「弟哥」張建英皆是陳永和引薦加入四海幫，而出身「偉民」劉偉民嫡系的代幫主「光南」楊光南、「狗六」陳瑞芳等人，也在陳永和掌權時提攜重用。
陳永和最早出身於四海幫分支由「阿咪」蔡冠民領導的「四維幫」。依竹聯幫元老柳茂川出版撰寫的書籍披露，在1960年代間與陳啟禮等人與各地黑幫份子在北投行忠宮關老爺案前結拜為「忠義盟」，陳永和也參與此次結拜儀式，成為當時少數與竹聯幫交好的四海幫份子。陳永和亦與四海幫元老「俠哥」藺磊洽等人結拜為義兄弟，排行第十，並獲得藺磊洽的賞識退居幕後協助陳永和發展勢力，豐沛的人脈資源使得陳永和逐步壯大並與時任幫主的「老哥」蔡冠倫在四海幫內分庭抗禮。

## 外部連結
- 四海幫首要分子陳永和1985年11月間遭刑事警察局偵一隊逮捕 （页面存档备份，存于），聯合報資料照片。
- 蒙面槍殺大寶 四海幫尋仇者離奇死亡兇手至今是謎 （页面存档备份，存于），劉寶傑，關鍵時刻東森新聞。
- 四海幫俠哥 Underworld in Taiwan。